# Кукі (народ)

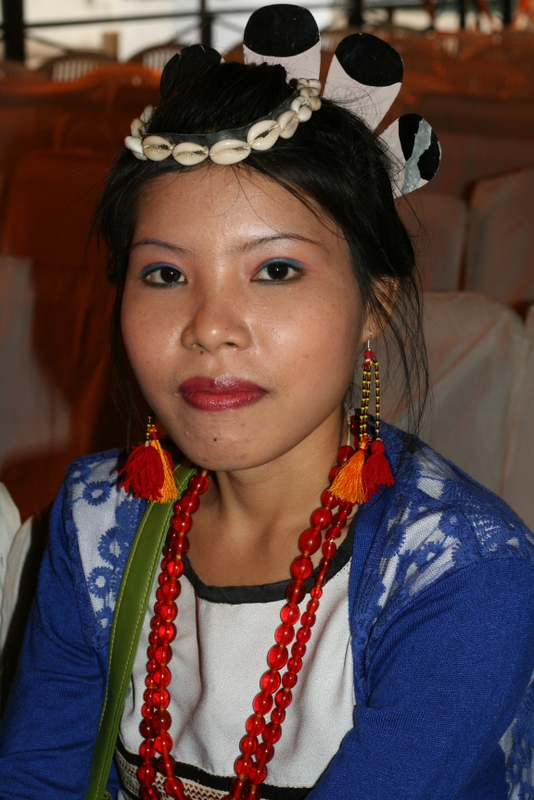
Жінка Кукі

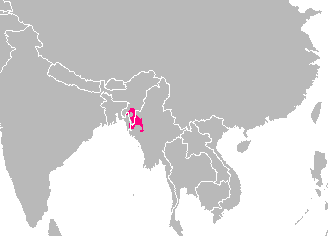
Приблизний розмір території традиційного проживання народу Кукі

Кукі  — етнічна група в північно-східних індійських штатах Маніпур, Нагаленд, Ассам, Мегхалая, Тріпура та Мізорам , а також у сусідніх країнах Бангладеш і М'янма.  Кукі є одним із кількох гірських племен в Індії, Бангладеш і М'янмі. На північному сході Індії вони присутні в усіх штатах, крім Аруначал-Прадеш.  
Близько п'ятдесяти племен народів кукі в Індії визнано реєстровими племенами на основі діалекту, яким розмовляє ця конкретна спільнота кукі, а також регіону їхнього походження.
Народ чін з М'янми та народ мізо з Мізораму є спорідненими племенами кукі. Разом вони називаються народом Зо.

## Ім'я
Термін «Кукі» є екзонімом: він використовувався бенгальцями для позначення племен, що населяли пагорби Лушаї, крайню східну гілку Гімалаїв, що тягнеться з півночі на південь між Індією та Бірмою.  Цей термін увійшов у британське вживання в 1777 році, коли вождь Читтагонга звернувся до британського генерал-губернатора Воррена Гастінгса з проханням про допомогу проти набігів Кукі з пагорбів.  

## Історія
Етнолог К. А. Соппітт стверджував, що племена кукі повинні були оселитися в регіоні на захід від річки Іраваді принаймні з 11 століття, ґрунтуючись на тому факті, що в них не було слідів буддизму, який на той час уже був поширеним у Бірмі. 
31 січня 1860 року Кукі Ріанг на чолі кукі з Хілл-Тіппера здійснив рейд на рівнини Чхагалная (тоді під адміністрацією Королівства Твіпра), які були населені етнічними бенгальцями та британськими офіцерами. Кукі пограбували район Бакшгандж і вбили Камала Поддара з Басанпура. Потім вони почали приставати до жінок Поддара, поки Гуна Газі та Джакімал не розпочали війну проти них у селі Кулапара. У той час як Кукі викрали 700 жінок, Мунші Абдул Алі повідомив британську владу про звірства. 185 британців убили, 100 з них викрали, а Кукі залишалися на рівнинах один-два дні. Британські війська та поліцейські нарешті були відправлені з Ноахалі, Тіппера (Комілла) і Читтагонга, щоб придушити їх, але Кукі вже втекли в джунглі тубільного князівства, і вони більше ніколи не поверталися до Чхагалнайї.

### Маніпур
Групи, які британські адміністратори називали «новими Кукі», мігрували до району Маніпуру протягом першої половини 19 століття. У. Маккалоу у своєму звіті, опублікованому в 1859 році, а також Р. Б. Пембертон у своєму звіті про східний кордон, опублікованому в 1835 році, також припускають велику міграцію куків у Маніпурі на початку 19 століття.   
Приход місіонерів і розповсюдження християнства серед народу Кукі стало значним етапом у їхній історії. Місіонерська робота призвела до великих соціальних, культурних та політичних змін, а прийняття християнства зумовило відмову від аборигенної релігії та звичаїв.  Вільям Петігрю, перший іноземний місіонер, що 6 лютого 1894 року прибув до Маніпуру, спонсорований Американським баптистським місійським союзом. Він, разом з доктором Крозьє, працював у північній та північно-східній частині Маніпуру. З Уельської пресвітерської місії роботу на півдні проводив Уоткінс Роберт, організувавши індо-бірманську піонерську місію Таду-Кукі у 1913 році. 

## Боротьба за незалежність
Першим опором британській гегемонії з боку народу Кукі було повстання Кукі 1917–1919 рр., також відоме як англо-кукінська війна, після якого їхня територія була підкорена англійцями.  Аж до поразки в 1919 році Кукі були незалежним народом, яким керували їхні вожді.  
У 1980-1990-х роках Кукі в Маніпурі переживають кілька міжетнічних конфліктів. У цей час було засновано Національну організацію Кукіта її військове крило, Національну армію Кукі. Були також засновані інші підрозділи Кукі, такі як Сили командосів Кукі та Незалежна армія Кукі.

## Культури і традиції

### Сом
Сом, громадський центр для хлопчиків – був центром навчання, в якому Сом-упа (старійшина) навчав, тоді як Сом-ну піклувався про домашні справи, такі як розчісування волосся хлопчика, прання одягу та виготовлення ліжка. Найкращих студентів рекомендували на службу до короля чи вождя, і зрештою вони отримували посади Семанг і Пачонг (міністри) у своїх дворах або гал-ламкаї (вожді, воїни) в армії. 

### Лом
Лом (традиційний тип молодіжного клубу) був закладом, у якому хлопці та дівчата займалися громадською діяльністю на користь окремої особи та громади. Це був ще один навчальний заклад. У кожному Лавмі є Лом-упа (старший член), То'ллай-пао (наглядач або суперінтендант) і Лом-тангво (помічник суперінтенданта). Окрім того, що він був джерелом традиційного навчання, установа Лому також сприяла передачі як технічних, так і практичних знань своїм членам, особливо щодо конкретних методів землеробства, полювання, риболовлі та спортивних заходів, таких як Кунг-Кал (стрибки у висоту), Кан Кап, Канчой Кап (гра), Сухтумкхох (метання списа з використанням важкого дерев'яного знаряддя для лущення рису) і Сонгсе (штовхання ядра). 
Лом також був центром, де молоді кукі навчалися дисципліни та соціального етикету. Після сезону збору врожаю зустріч Лома відзначається Лом-се'л і, як пам'ять, споруджується колона. Захід супроводжується танцями та розпиванням рисового пива, що іноді триває днями та ночами. 

## Закони та уряд

### Управління
Що стосується управління, то Семанг (кабінет) — це щорічна асамблея громади села Кукі, яка проводиться в резиденції вождя, і представляє Інпі (Асамблею). На такій асамблеї вождь і його Семанг і Пачонг (члени кабінету та помічники Інпі) і всі глави домогосподарств села збираються для обговорення та вирішення питань, що стосуються села та громади. 

## Релігії
До навернення в християнство валлійськими баптистськими місіонерами на початку 20 століття народи чін, кукі та мізо були анімістами; серед їхніх практик було ритуальне полювання за головами.  Християнські місіонери увійшли в Маніпур наприкінці 19 століття, але ще не проникли в райони племен. Перемога британців в англо-кукійській війні 1917–1919 рр. відкрила доступ Кукі до християнства, а за ним і англійців. Це спонукало їх швидко навернутися в християнство. Навернення до християнства змінило їхні ідеї, менталітет і соціальні практики ціною їхніх традицій і звичаїв.  Більшість Кукі зараз є християнами, причому більшість належать до протестантських конфесій, особливо баптистів.  

Прапор Бней Менаше

З кінця 20 століття деякі з цих народів почали дотримуватися месіанського юдаїзму. Бней Менаше (івр. בני מנשה , «Сини Менасії») — невелика група в межах північно-східних прикордонних штатів Індії Маніпур і Мізорам; з кінця 20 століття вони стверджують, що походять від одного з втрачених племен Ізраїлю та прийняли практику іудаїзму.  Бней Менаше складається з народів мізо, кукі та чін, які розмовляють тибето-бірманськими мовами, і чиї предки мігрували до північно-східної Індії з Бірми переважно в 17-му та 18-му століттях.  У Бірмі їх називають Чін. Наприкінці 20-го століття ізраїльський рабин, який досліджував їхні претензії, назвав їх Бней Менаше, ґрунтуючись на їхній розповіді про походження від Менасії. З 3,7 мільйонів людей, які проживають у цих двох північно-східних штатах, лише близько 9000 належать до Бней Менаше, кілька тисяч емігрували до Ізраїлю. Деякі підтримали інші рухи за відокремлення від Індії.
Через безпосередню близькість до мусульманської Бенгалії також розвинулась мусульманська громада Кукі. Кажуть, що вони є нащадками чоловіків Кукі, які одружилися з бенгальськими мусульманками, для яких чоловік мав бути мусульманином. Вони здебільшого зосереджені навколо села Північний Чандрапур у місті Тріпурі, Удайпур.   Спільнота стала предметом презирства з боку інших Кукі. 